# ۹۴۶ (قمری)
۹۴۶ (قمری)، نهصد و چهل و ششمین سال در گاهشماری هجری قمری است. اول محرم این سال برابر با بیست و نهم مه سال ۱۵۳۹ میلادی است.